# Файв-Майл (аэропорт)
Аэропорт Файв-Майл (англ. Five Mile Airport), (ИАТА: FMC, ИКАО: PAFV, FAA LID: FVM) — частный гражданский аэропорт, расположенный в населённом пункте Файв-Майл (Аляска), США. Аэропорт находится в собственности Бюро по управлению землями Министерства внутренних дел США и управляется частной компанией Alyeska Pipeline Company.
Аэропорт также известен, как Аэропорт Файв-Майл-Камп.

## Операционная деятельность
Аэропорт Файв-Майл расположен на высоте 155 метров над уровнем моря и эксплуатирует одну взлётно-посадочную полосу:
- 11/29 размерами 823 x 23 метров с гравийным покрытием.

За период с 30 августа 1994 года по 30 августа 1995 года Аэропорт Файв-Майл обработал 200 операций взлётов и посадок самолётов авиации общего назначения (в среднем 16 операций ежемесячно).